# Gorges d'Héric
Pour les articles homonymes, voir Héric (homonymie).
Les gorges d'Héric se situent à proximité de Mons-La-Trivalle dans le département français de l'Hérault et la région Occitanie. 
Elles ont été creusées par l'Héric dans le massif de Caroux-Espinouse. Ces gorges sont situées au cœur du parc naturel régional du Haut-Languedoc.
L'ensemble formé par le massif du Caroux et les gorges d'Héric situé sur les communes de Rosis, Colombières-sur-Orb, Saint-Martin-de-l'Arçon, Mons-la-Trivalle et Cambon-et-Salvergues, est inscrit au Fichier national des sites classés.

## Géologie

### Contexte général

#### Formation de la Pangée
Les gorges d'Héric se trouvent au Dévonien sur un terrane auquel appartient l'ensemble du Massif central (Ligéria, partie du superterrane hunnique), séparé du Gondwana à l'Ordovicien, et agrégé à la Laurasie à la fin du Dévonien et au début du Carbonifère.
Au début du Carbonifère, la Pangée est en train de continuer sa formation. Le Gondwana est en train de se rapprocher de la Laurasie. La plaque océanique de la mer qui les séparent encore (la Prototéthys), poussée par le Gondwana passe petit à petit sous le socle continental de la Laurasie. Ce mécanisme tectonique poursuit la formation de la partie sud de la chaîne hercynienne.

#### Chaîne hercynienne
Une fois terminée la chaîne (orogenèse hercynienne) s’étend à l'est jusqu'au Caucase, et forme vers le nord la montagne Noire, les Cévennes, le Massif central, le Massif armoricain du côté européen, ainsi qu’en Amérique du Nord les Laurentides et les Appalaches. Elle coupe la Pangée en deux, au niveau de l’équateur, et court sur 6 000 à 7 000 kilomètres de long, sur 400 kilomètres de large avec des sommets allant jusqu'à 6 000 mètres.

### Formation de la chaîne du Caroux

#### Métamorphisme régional du Caroux
Les Cévennes et le Caroux font partie du sud de la chaîne hercynienne. Le soulèvement de la chaîne hercynienne au niveau du Caroux est daté de 340 Ma à 330 Ma au milieu du Viséen (Carbonifère).
Elle formera une montagne bien plus haute qu'elle ne l'est actuellement. Le soulèvement entraînera le glissement de la couverture sédimentaire marine (datant du début du Paléozoïque, de l'Ordovicien jusqu'au Dévonien) sur ses flancs sud et nord, formant au sud une nappe de charriage (du Pardaillan, Minervois, etc.), ainsi que les schistes du Verdier, les marbres de Saint-Pons.
L'érosion intense de la chaîne hercynienne formera les bassins sédimentaires de Graissessac et de Lodève, Salagou.

#### Métamorphisme de contact du Caroux
Au Namurien vers 310 Ma, l'érosion déjà amorcée des reliefs entraîne un rééquilibrage isostatique et un amincissement lithosphérique. Le manteau supérieur qui remonte et se décompresse fond partiellement. La base de la croûte terrestre fond à son tour. Les granitoïdes qui se forment progressent vers la surface, assurant un transfert de chaleur dans tout le dôme thermique ainsi constitué. À la fin du Permien, la chaîne hercynienne est totalement érodée. Les montagnes ont disparu.

#### Géologie du Caroux et des gorges d'Héric
Ce que l'on voit dans les gorges d'Héric est la racine, le socle de la chaîne hercynienne. C'est un peu un « voyage au centre de la Terre », comme si l'on se promenait entre la croûte terrestre et le manteau supérieur, dans la lithosphère car ces roches se sont formées à plusieurs dizaines de kilomètres de profondeur.

### Métamorphisme régional du Caroux et des gorges d'Héric

#### Au pied des gorges d'Héric
Les gneiss œillés (orthogneiss), les migmatites (début de fusion), sont des roches issues du métamorphisme du granite provoqué par les mouvements de compressions, d'étirement, ainsi que par les fortes pressions et chaleurs, laissant voir ce qui s'est passé dans les profondeurs de la croûte, à cette époque-là, à plus de 10 kilomètres sous terre.

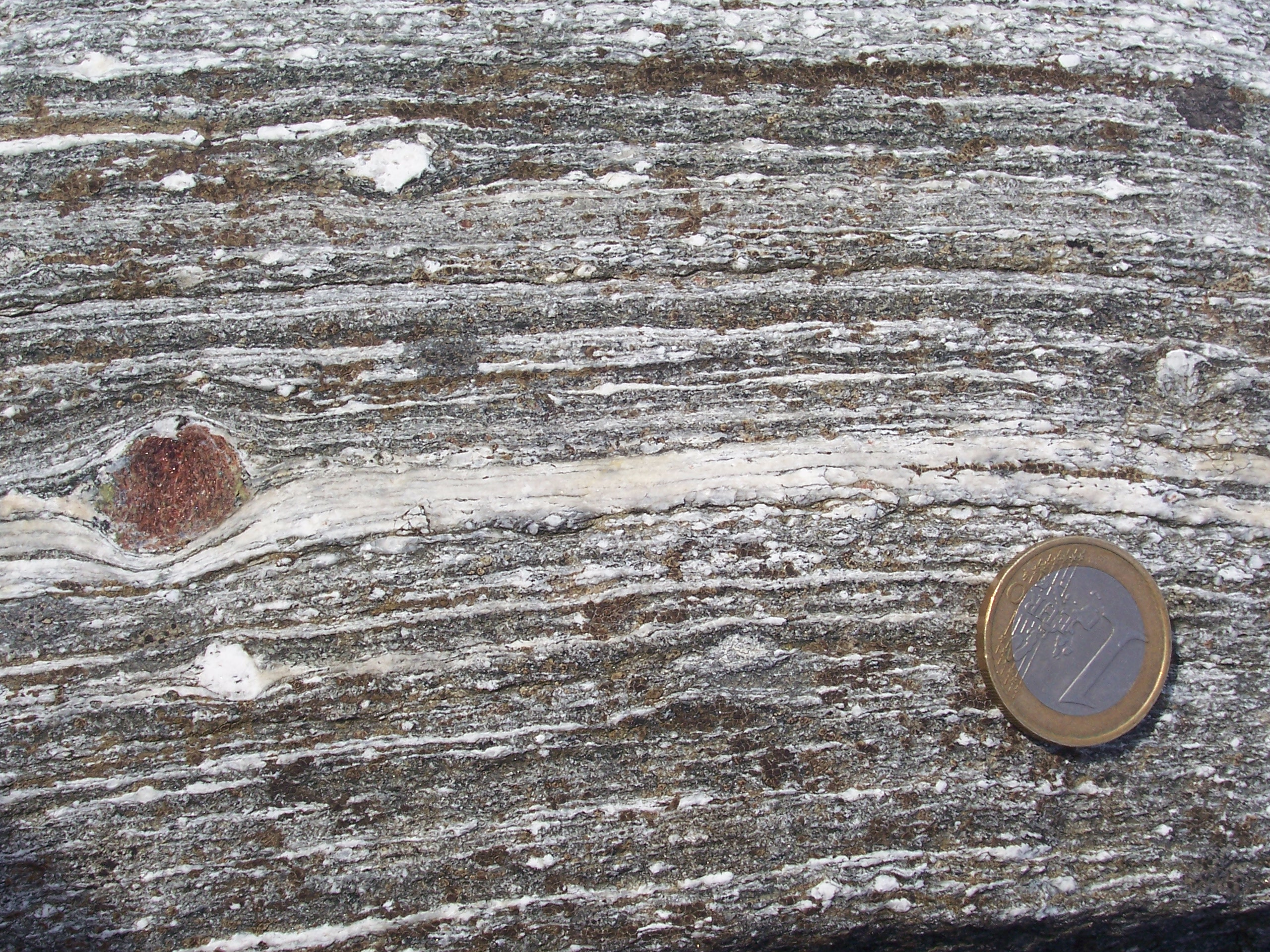
Gneiss œillée.
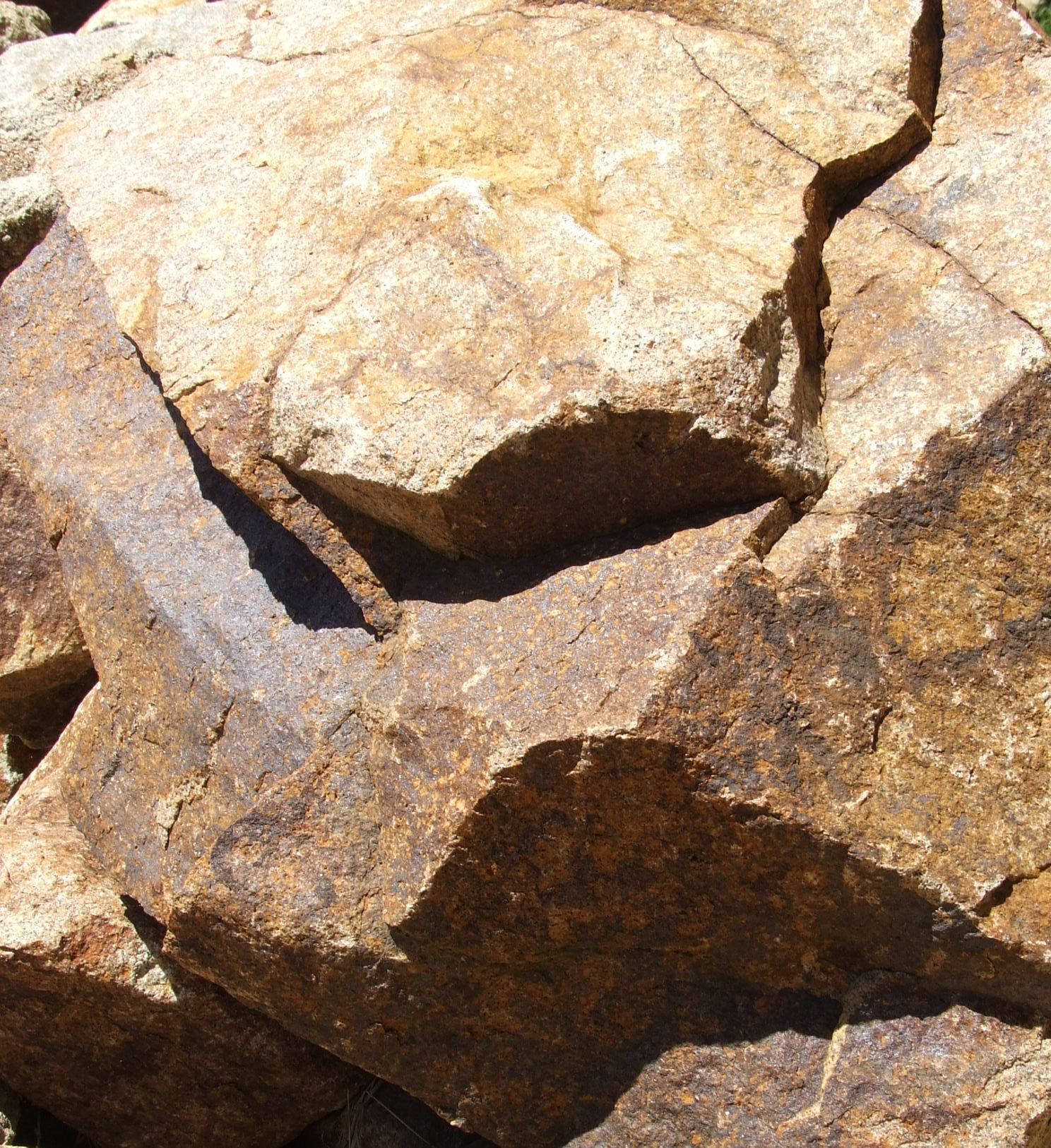
Granite.
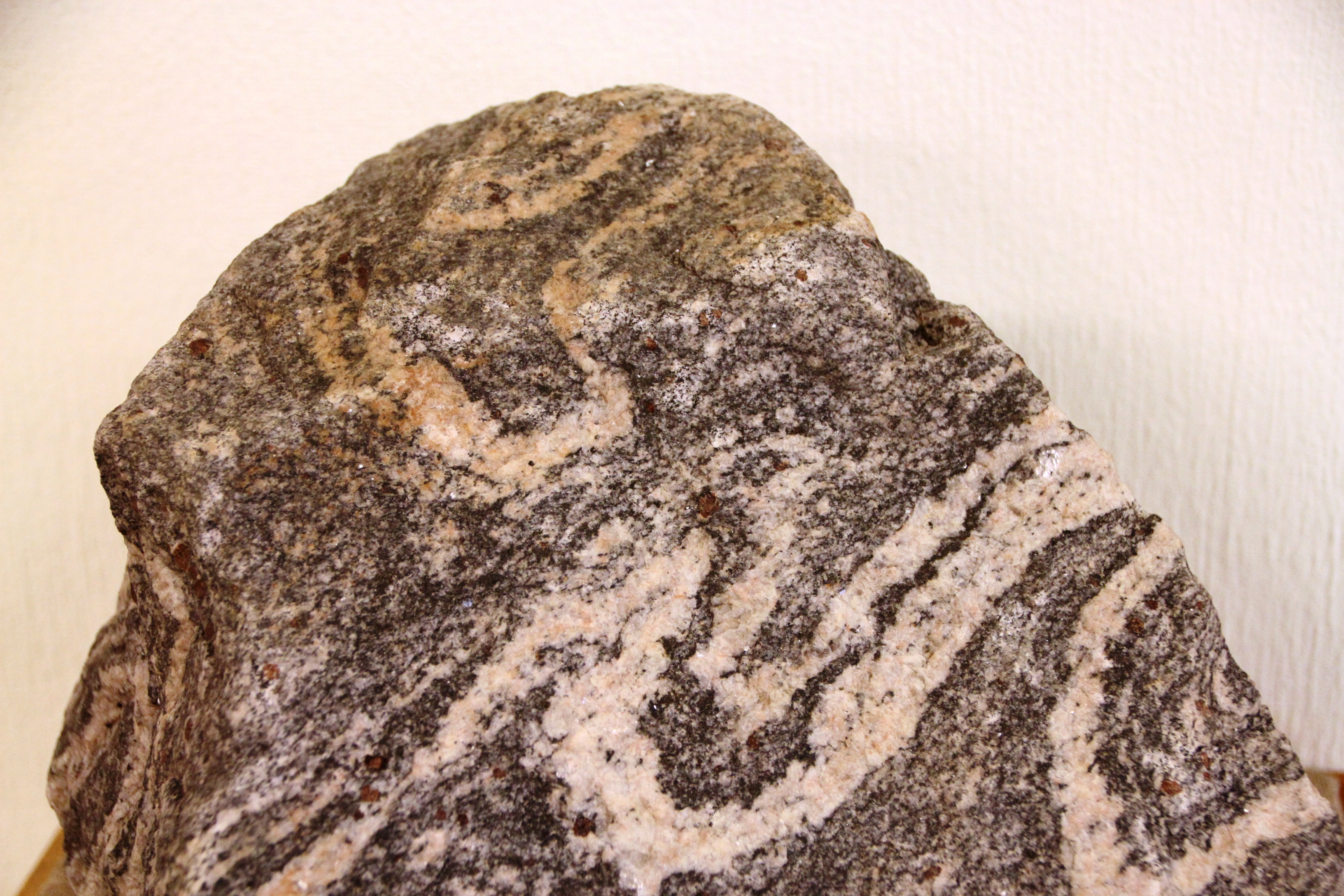
Migmatite.

#### Au sommet des gorges d'Héric
Des schistes, des micaschistes (métamorphisme des marnes) moins métamorphosés, puis des granites laissent voir aussi ce qui s'est passé à cette époque, mais plus haut, plus près de la croûte terrestre sédimentaire, à plus ou moins 5 kilomètres sous terre.
Ce sont ces événements qui ont donné naissance, et participé à la vie de ces montagnes hercyniennes.

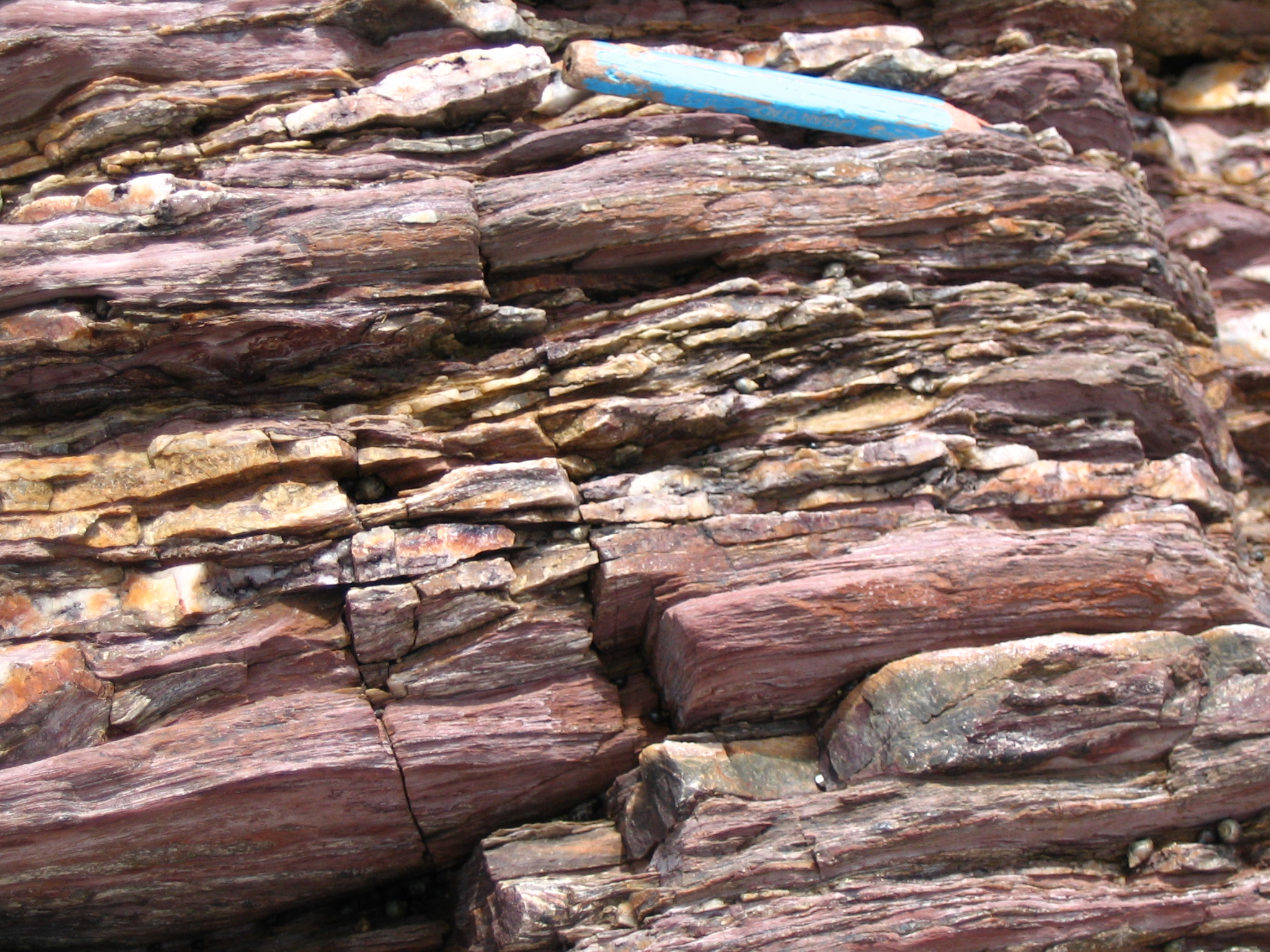
Schiste.
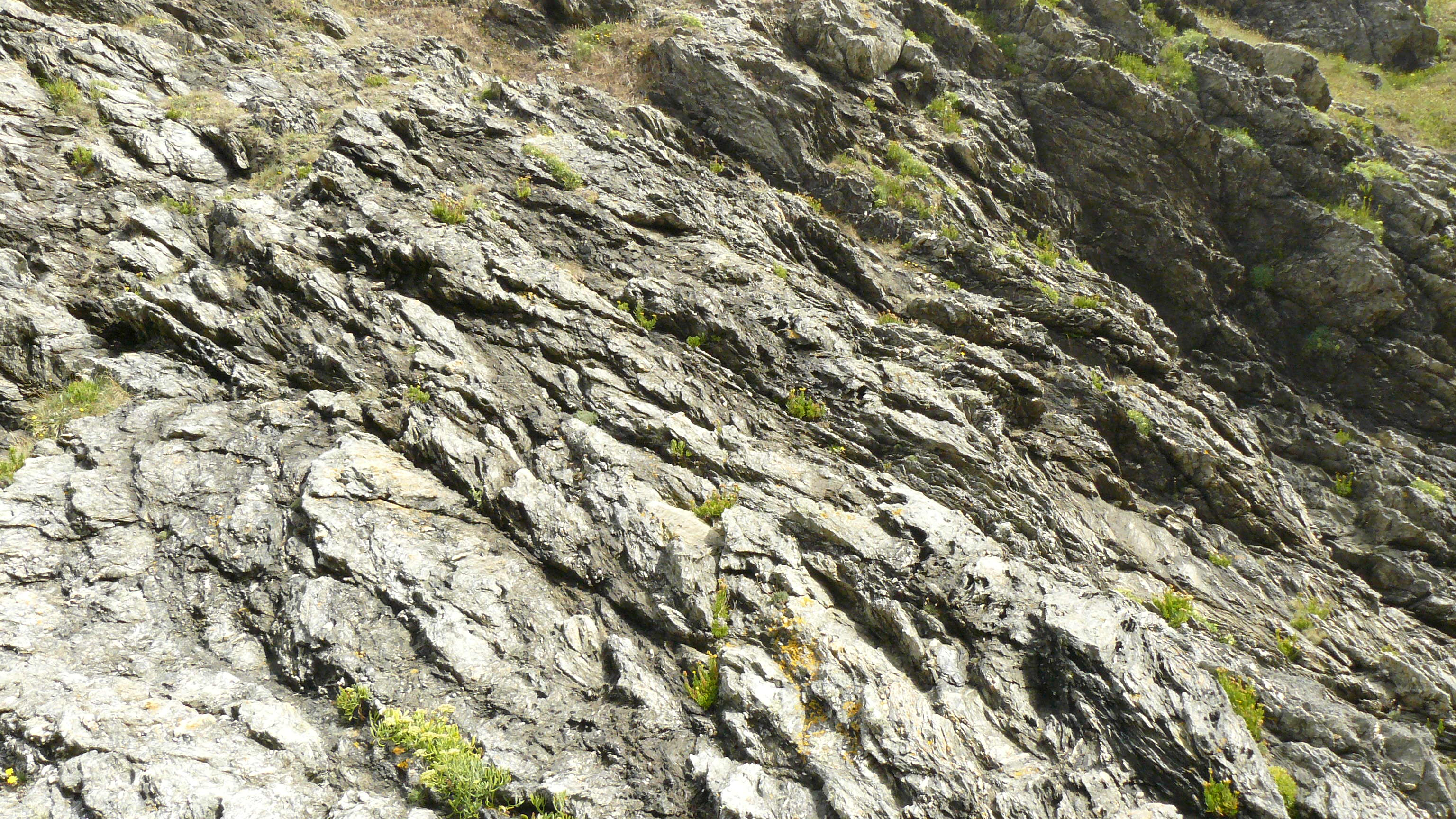
Micaschiste.
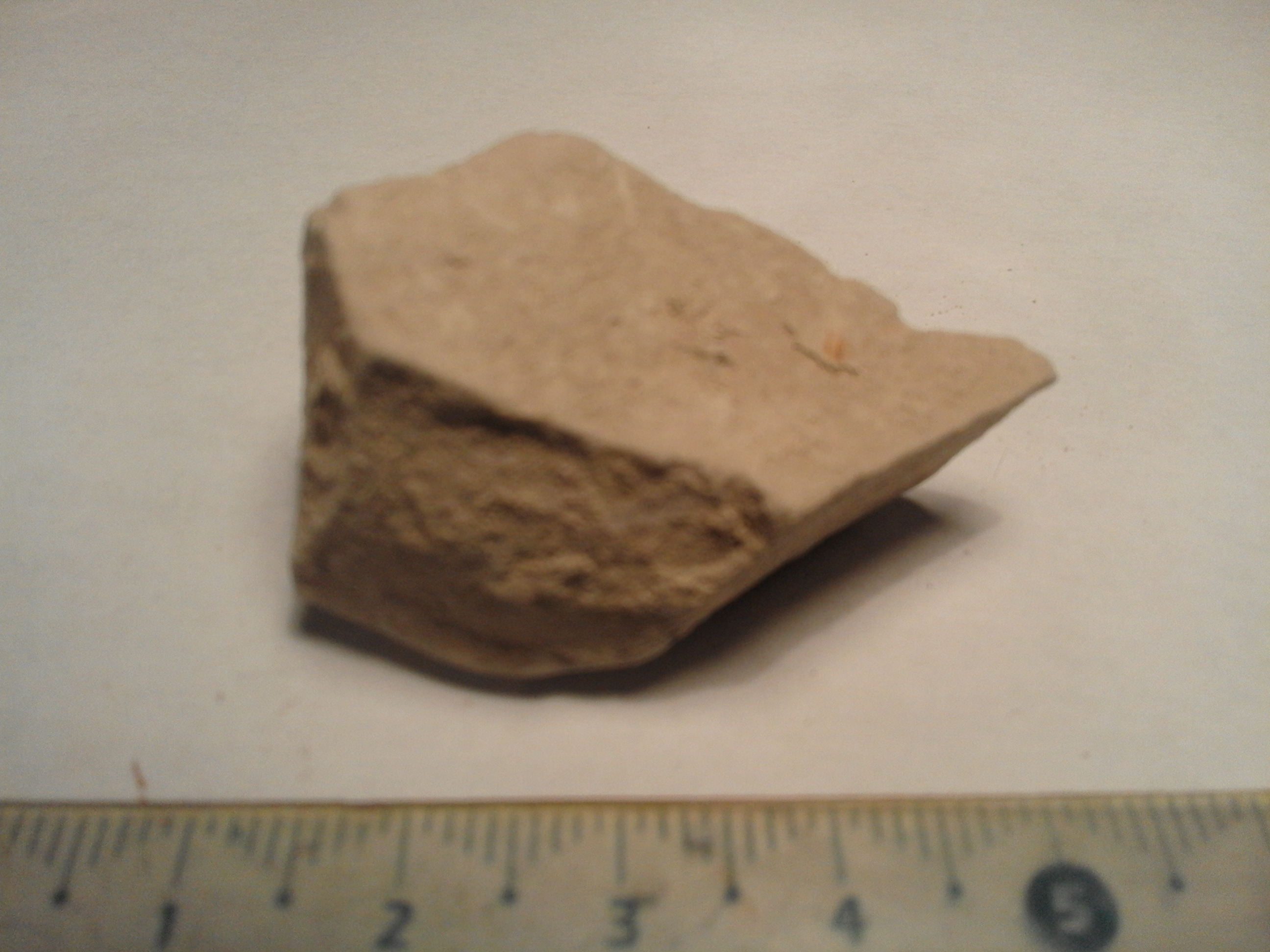
Marne.

## Histoire
La vallée de l'Héric, communément appelée gorges d'Héric dans sa partie aval, est un haut lieu touristique du parc naturel régional du Haut-Languedoc. Elle sépare le plateau du Caroux à l'est des monts de l'Espinouse à l'ouest.
Le ruisseau à l'origine des gorges prend plusieurs noms au fil de son cours. Nommé « ruisseau de l'Espinouse » en amont de la vallée, il prend sa source en plein cœur de la réserve de faune sauvage Caroux-Espinouse, au pied du mont de l'Espinouse (1 012 m). Il prend ensuite le nom de ruisseau du Vialais au niveau du pont du même nom. Au pied du roc Fourcat, son cours s'encaisse fortement en une succession de trous d'eau propices à l'initiation au canyoning.
En aval du village d'Héric à sa confluence avec le ruisseau du Soumal, le ruisseau change à nouveau de nom pour devenir le ruisseau d'Héric et former les gorges d'Héric à proprement parler, dominées par le pittoresque massif des aiguilles.
Il se jette dans l'Orb au niveau du village de Tarassac.

## Points remarquables
- Gouffre du Cerisier
- Les Minarets

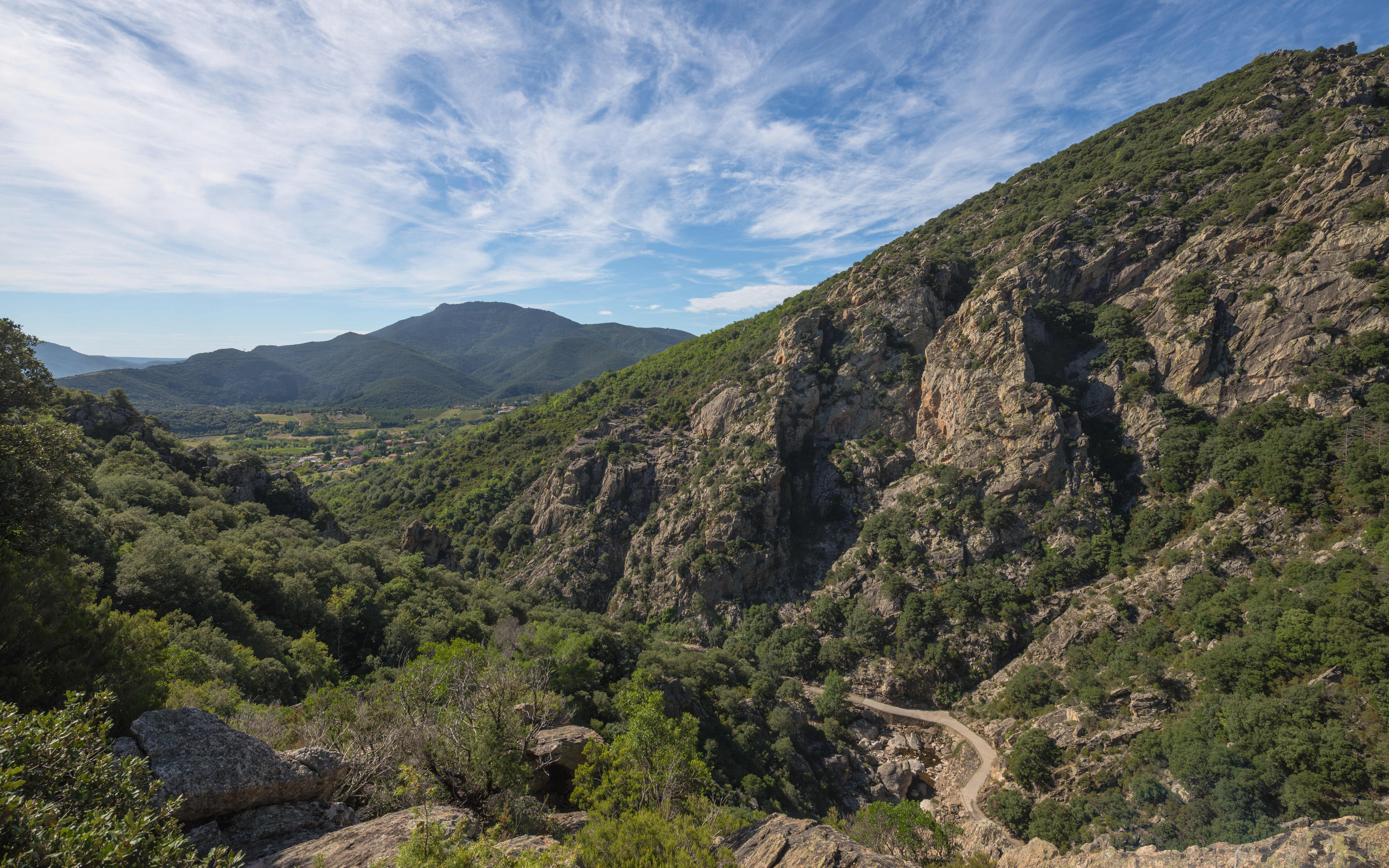
Extrémité sud des gorges
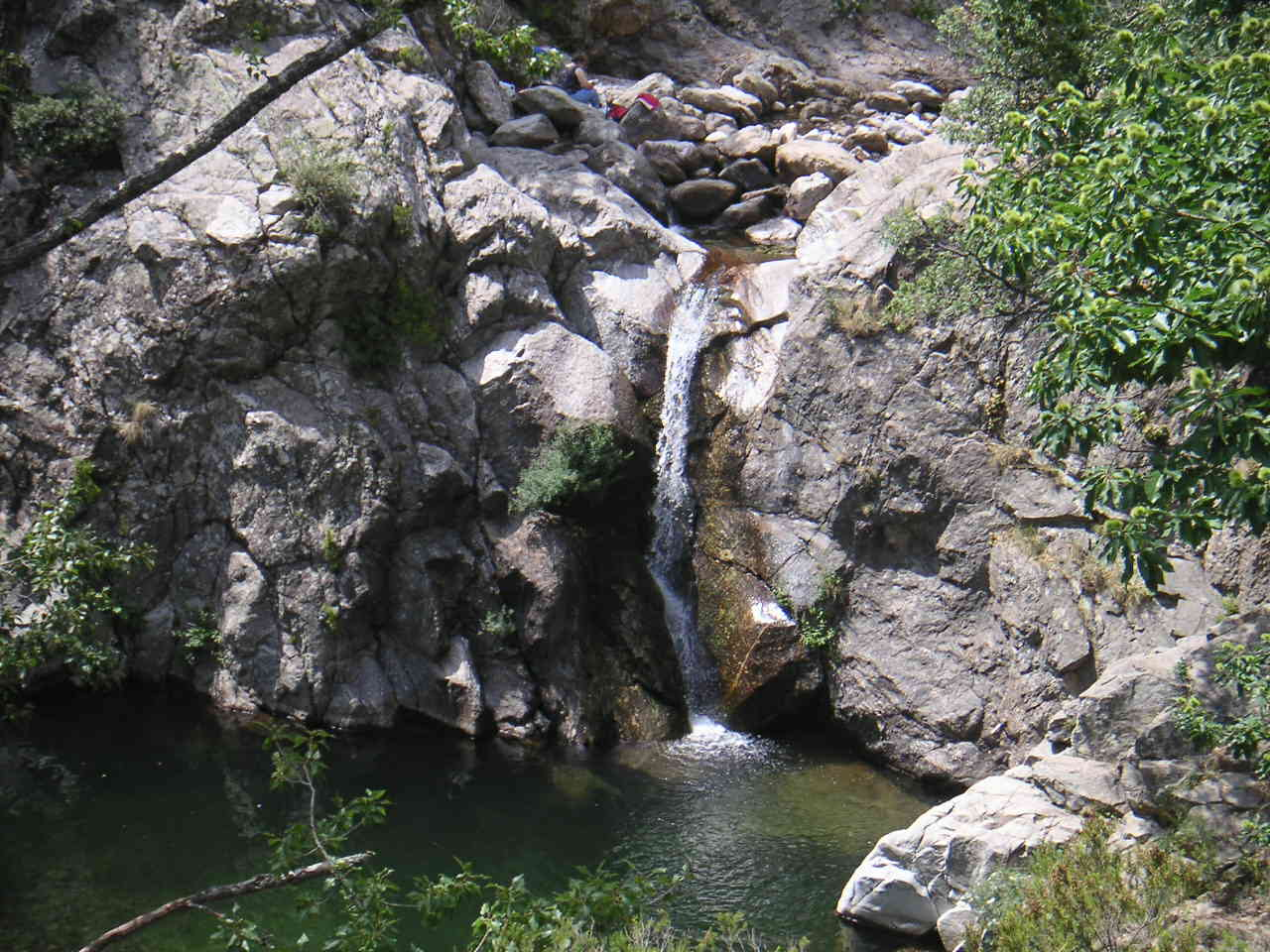
Gouffre du Cerisier
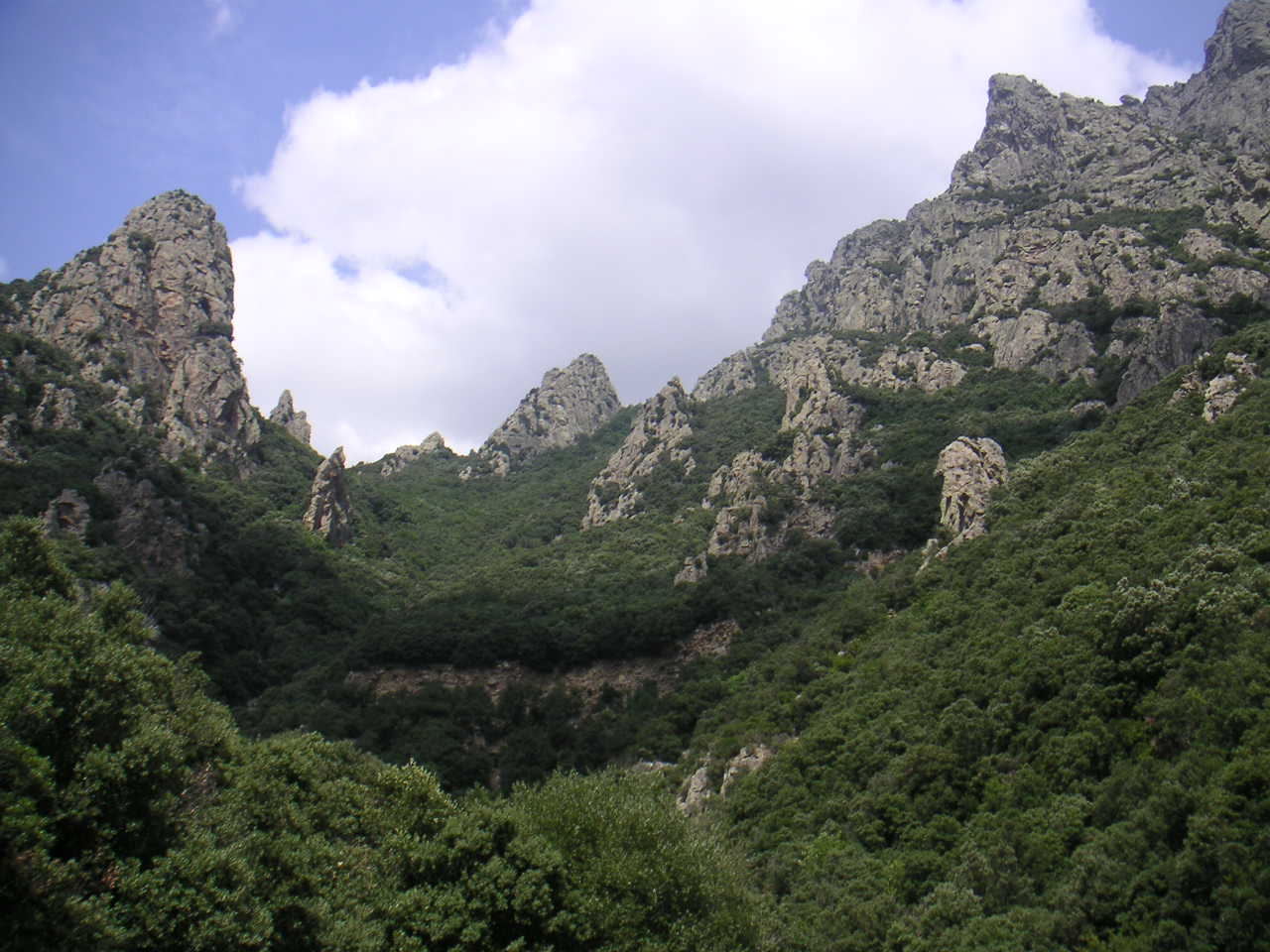
Les Minarets
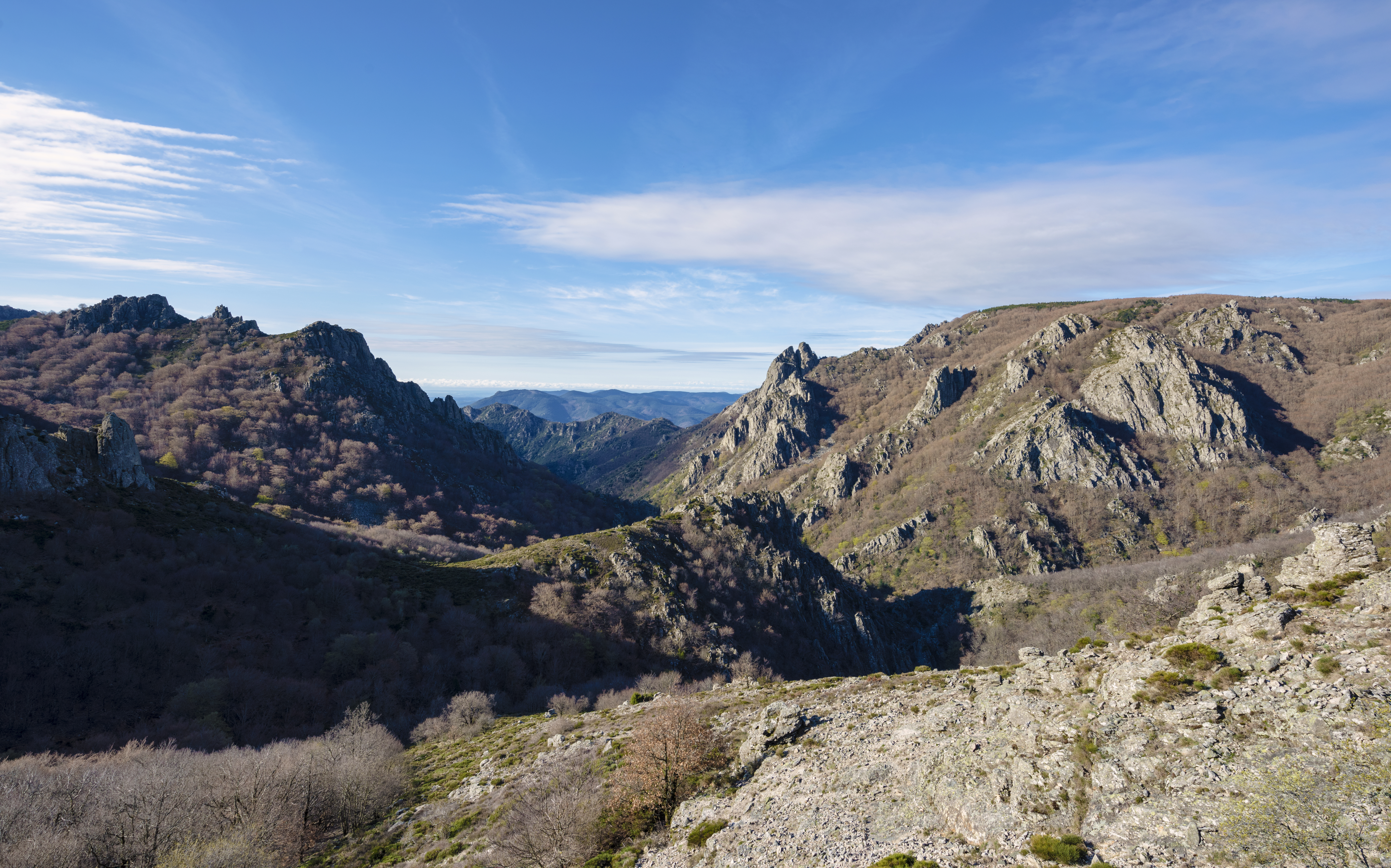
Vue générale avec le Caroux à l'est (gauche) des monts de l'Espinouse à l'ouest (droite)
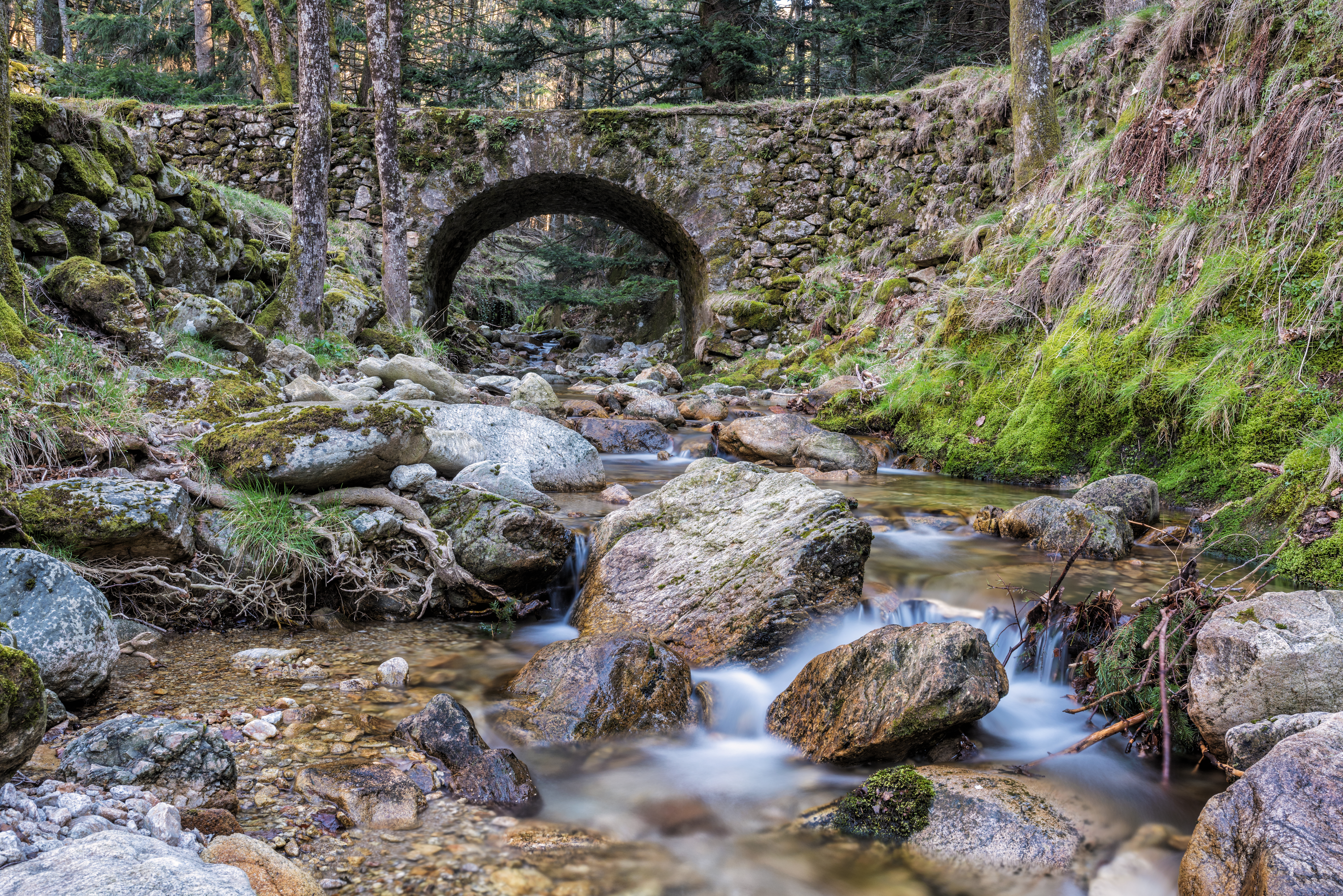
Le pont du Vialais, dans les gorges d'Héric. Mars 2021.
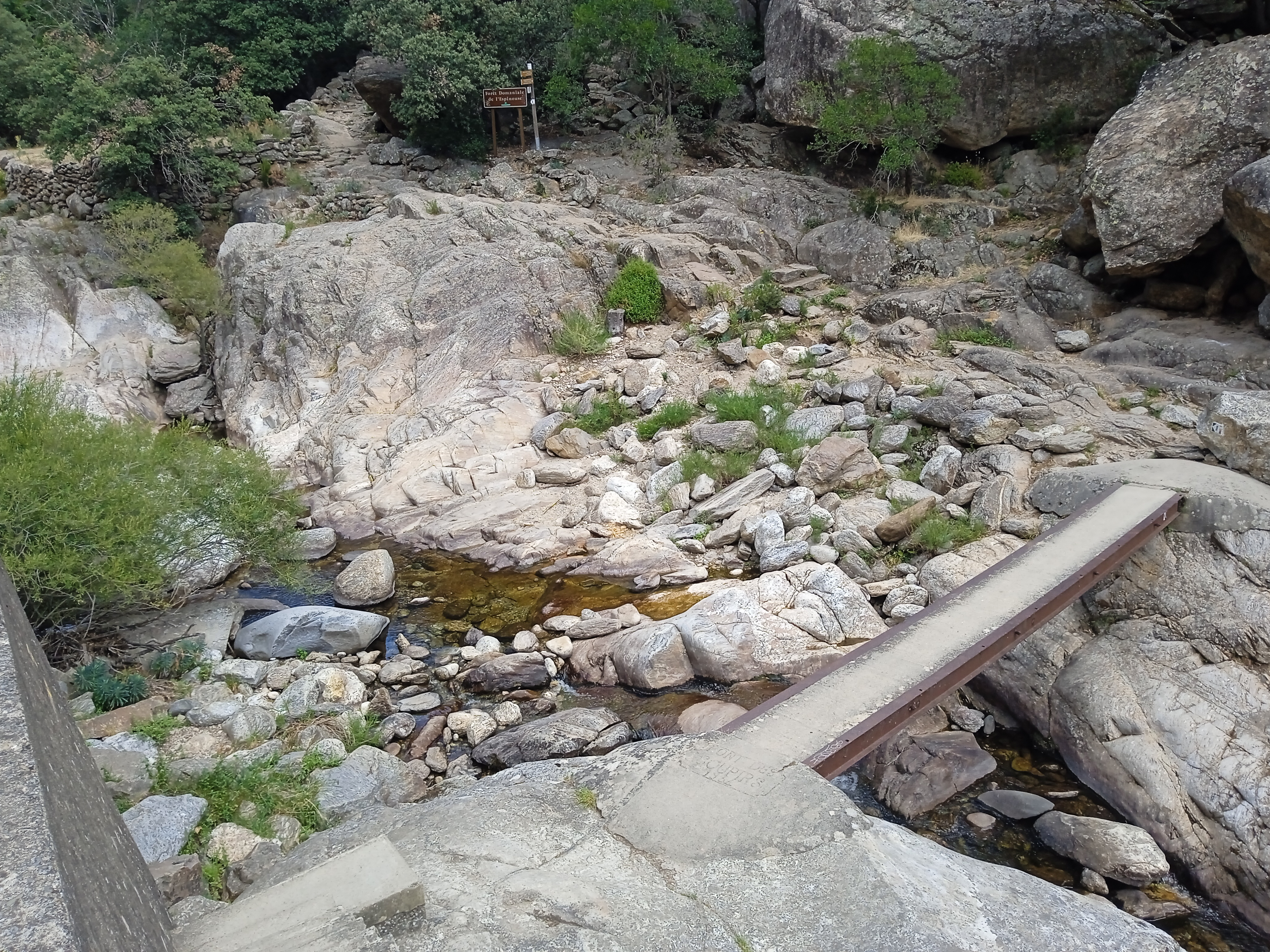
Passerelle des Soupirs.

## Sports
Le massif est connu pour être un haut lieu de la pratique de l'escalade et du canyoning, les innombrables aiguilles offrant autant de possibilités d'ascension, pour certaines dans le 7e degré.
Le sentier des gorges, accessible aux promeneurs et randonneurs, a été ouvert en 1931.